# ダン・ピント
ダン・ピント（英: Dan Pinto 1961年12月8日 - ）は、アメリカ合衆国の作曲家、キーボーディスト、ドラマー、打楽器奏者。ジャンルはフュージョン、映画音楽、サウンドトラック。1991年から活動を開始し、作曲した作品は「Lifestyles of the Rich and Famous」や「Runaway with the Rich & Famous」など、ロビン・リーチ (Robin Leach) 主催のテレビ番組に多数採用された。1993年のテレビ番組「World’s Best 1992.」にも採用されている。

## 演奏経歴
ダン・ピントは1974年からロックンロールのドラマーとして活動を開始し、まもなく他の打楽器やキーボードも演奏するようになった。作曲家として成功する前に、ピアノの演奏も手がけている。楽器演奏はすべて独学である。ピントはすぐに電子キーボードも手がけるようになった。その後はライブでもスタジオレコーディングでも、電子楽器とそれ以外の楽器をほぼ同じ位の頻度で扱うようになった。ピントがひとつの楽器だけを演奏するのは非常に珍しい。これまでの経歴のほぼ全て、マルチプレイヤーとして活躍している。

## 作曲活動
活動当初の1970年代は、キーボードを使っての当時流行のプログレッシブ・ロック作曲が中心だった。この時の経験が、後にオーケストラ音楽を手がけるようになってからも生かされた。また、ピントの父が8ミリビデオで撮影したピントの子供時代の映像が、後に映画音楽を手がける大きなきっかけになっている。これらを基礎にして、ピントは映画やサウンドトラックのために、ロックとジャズの前衛的フュージョン音楽を作っている。ピントの音楽は、AT&T、CNN、BMW、RCAなどを通じて配信された。2006年、ピントは「Ivory Towers」のCDが記録的に売れたことで、ニューエイジ・ミュージックの作曲家としてJust Plain Folks Music Awardsで「Instrumental Song of the Year」最高賞を獲得している。また、2008年の「Anomalies」では前衛ジャズ音楽と映画音楽を見事に融和させている。

## 演奏活動
ピントがオリジナル曲を作り始めた4年後の1981年、ジョーン・ジェット&ザ・ブラックハーツの前座として、前衛ロックバンド「ジュース」のキーボード、ドラム担当としてWDHAの放送ライブに出演した。このキーボード演奏はかなりの注目を集めたが、この時のピントの担当楽器はドラムであった。当時販売されたCD「3 Point Play」でも、デイブ・ラルー (Dave LaRue) 、ディキシー・ドレッグス、スティーヴ・モーズ・バンドとの競演でドラマーとして出演している。1998年にニューヨークのRitzでレコーディングされたWainWave MusicのライブCD「Doug Wain」では、キーボードで出演している。ピントはMCAのレコーディングアーティストTrixterともライブ演奏を行っている。

## 使用楽器
ダン・ピントの使用楽器は大きく2つに分かれる。まず打楽器に関して、ドラムはパールをベースにジルジャンとパイステ、セイビアン (Sabian) のシンバルを組み合わせている。また、ラディックのベル、テンプル・ブロック、スリンガーランド (Slingerland) のティンバレス、パイステのゴングも使用している。
次に電子楽器に関して、ピントが最初に購入した電子キーボードはモーグのミニモーグシンセサイザーであり、後に同社のリボン・コントローラー (Ribbon controller) 、電子ドラムを買い足していった。さらにオーバーハイム、ローランドのシンセサイザー、コルグのキーボードを経験した後、カールワイツのキーボードに落ち着いた。また、ヤマハのCP-80やローランドのRD-1000も使用している。

## 音楽活動以外
ピントは作曲家、演奏家として以外でも活躍している。まず、ピントのプライベートレコーディングスタジオはピント自身が設計している。また、2009年に出演したブログトークラジオ (Blogtalkradio) のインタビューによると、映画音楽を書きたいがために、映画の脚本作成、プロデュース、監督、編集に数年を費やしている。ピントが語ったところによると、映画そのものは公式リリースされなかったが、音楽は1999年に「Eclectic Sound Records」としてリリースされた。

## 影響を受けた人
ピントはキース・エマーソンの影響を大きく受けている。また、ジョン・ウィリアムズ、ダニー・エルフマン、チック・コリア、パット・メセニー、ミッシェル・カミロ、ジーンラック・ポンティ (ean-Luc Ponty) 、ライル・メイズ、イエス、ジェネシスなどの影響も受けている。

## 作品・出演

### 映画音楽
- Runaway with the Rich and Famous (1991), (1992), (1993), (1994)
- Lifestyles of the Rich and Famous (1992), (1993), (1994)
- Worlds Best (1992)
- Die For a Life (1999)

### ソロ
- Blue of the Flame (1992)
- Jazz on the Rocks (1992)
- Ivory Towers (1992)
- Visions (2000)
- Happy Holidaze Christmas Album (2000)
- Anomalies (2008)

### 競演
- Doug Wain “Live at the Ritz”(Keyboards) (1988)
- 3 Point Play “Double OT”(Drums) (2001)